# 細川町垂穂
細川町垂穂（ほそかわちょうたるほ）は、兵庫県三木市にある大字。旧・美嚢郡細川村大字垂穂。郵便番号は673-0703。

## 地理
細川地区の中央部、小川川の上流あたりに位置する。元々は下芝原・谷口・鍛冶分レ・法輪寺に分立していたが、1872年に合併して現在の地内になった。地名の由来は御酒神社の伝承で豊かな実りを願う意味の「垂穂」から。東側は細川町中里・神戸市北区淡河町勝雄、西側は細川町豊地・細川町桃津・細川町増田・細川町細川中、南側は志染町大谷・志染町井上・志染町志染中、北側は口吉川町蓮花寺に接する。

### 旧村の由来
- 下芝原 - 上芝原と同じく口吉川町笹原の地であることから[4]。
- 谷口 - 谷の入口であることから[5]。
- 鍛冶分レ - 吉川町鍛冶屋より分かれて、鍛冶職人が住んでいたことから[4]。
- 法輪寺 - 法輪寺が位置することから[5]。

## 歴史

### 成立から町村制施行まで
- 1872年 - 5村が合併して垂穂村になる[6]。

### 町村制施行以降
- 1889年 - 町村制施行により、垂穂村から美嚢郡細川村大字垂穂となる。
- 1954年6月1日 - 三木市編入に伴い、三木市細川町垂穂になる[7]。
- 2009年12月18日 - 当地内を通過する兵庫県道85号神戸加東線槙山バイパスが供用開始[8][9]。

### 字域の変遷
| 実施前               | 実施年       | 実施後           |
| -------------------- | ------------ | ---------------- |
| 美嚢郡細川村大字垂穂 | 1954年6月1日 | 三木市細川町垂穂 |

## 世帯数と人口
2022年（令和4年）2月28日現在の世帯数と人口は以下の通りである。
| 町丁       | 世帯数  | 人口  |
| ---------- | ------- | ----- |
| 細川町垂穂 | 105世帯 | 228人 |

## 小・中学校の学区
市立小・中学校に通う場合、学区は以下の通りとなる。
| 番地 | 小学校             | 中学校             |
| ---- | ------------------ | ------------------ |
| 全域 | 三木市立豊地小学校 | 三木市立星陽中学校 |

## 施設
- グリーンピア三木
- 三木ゴルフクラブ
- 関西国際大学硬式野球部寮
- 小神神社
- 鍛冶公民館
- 谷口公民館

## 交通

### 鉄道
地内には鉄道は走っていない。

### バス
- 神姫バス
- みっきぃバス

### 道路

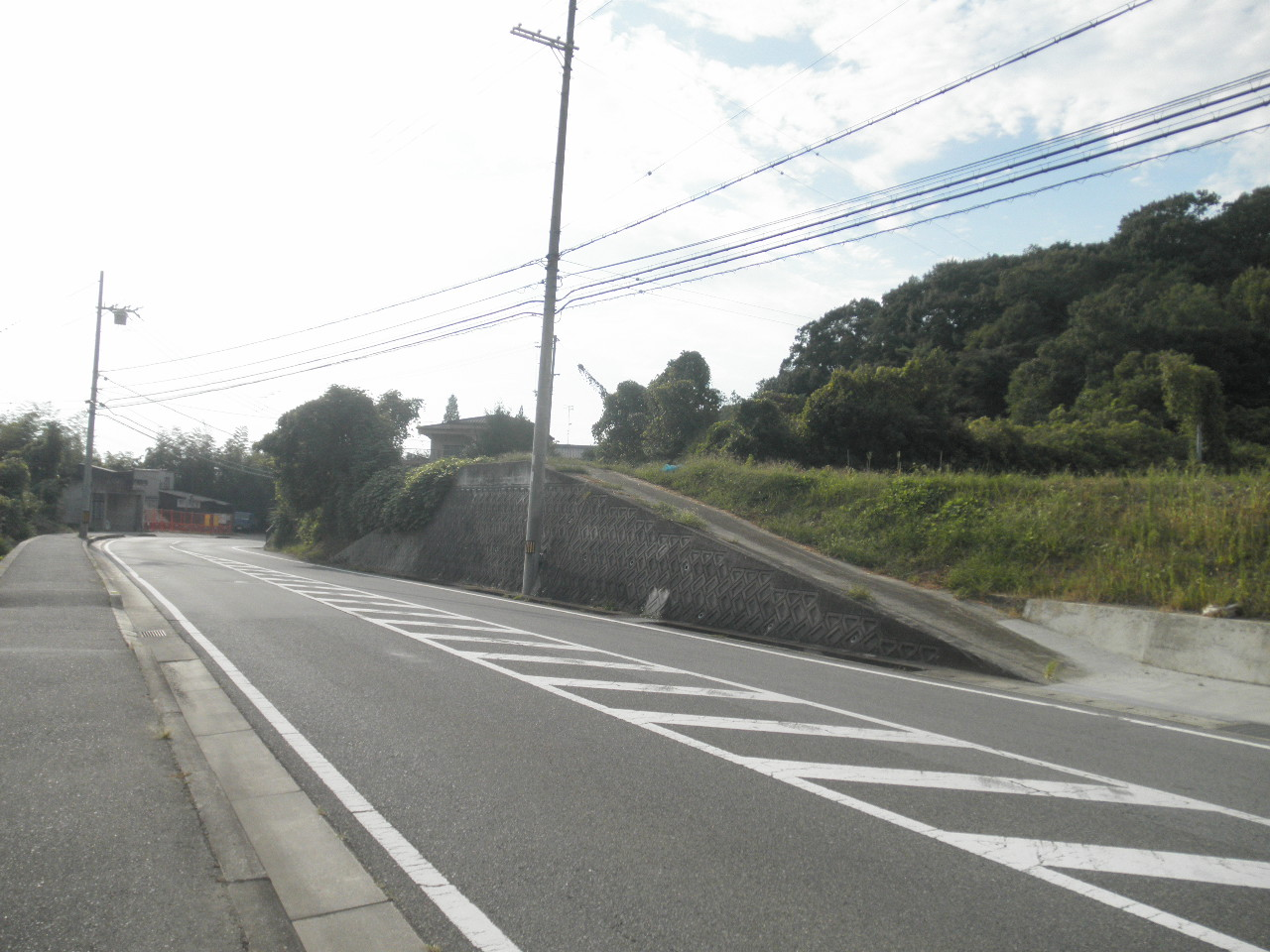
兵庫県道85号神戸加東線
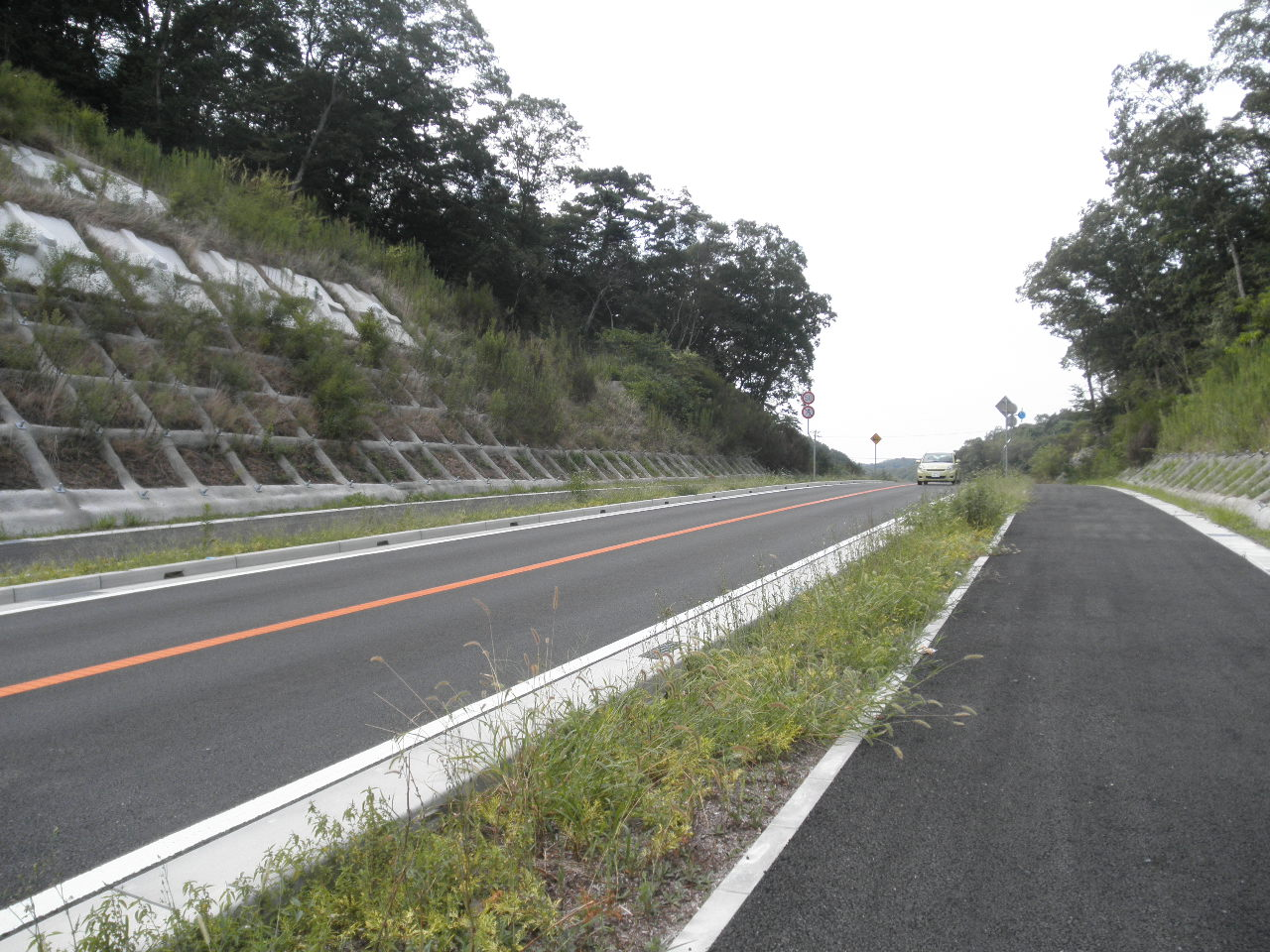
兵庫県道85号神戸加東線 槙山バイパス
  - 槙山バイパス
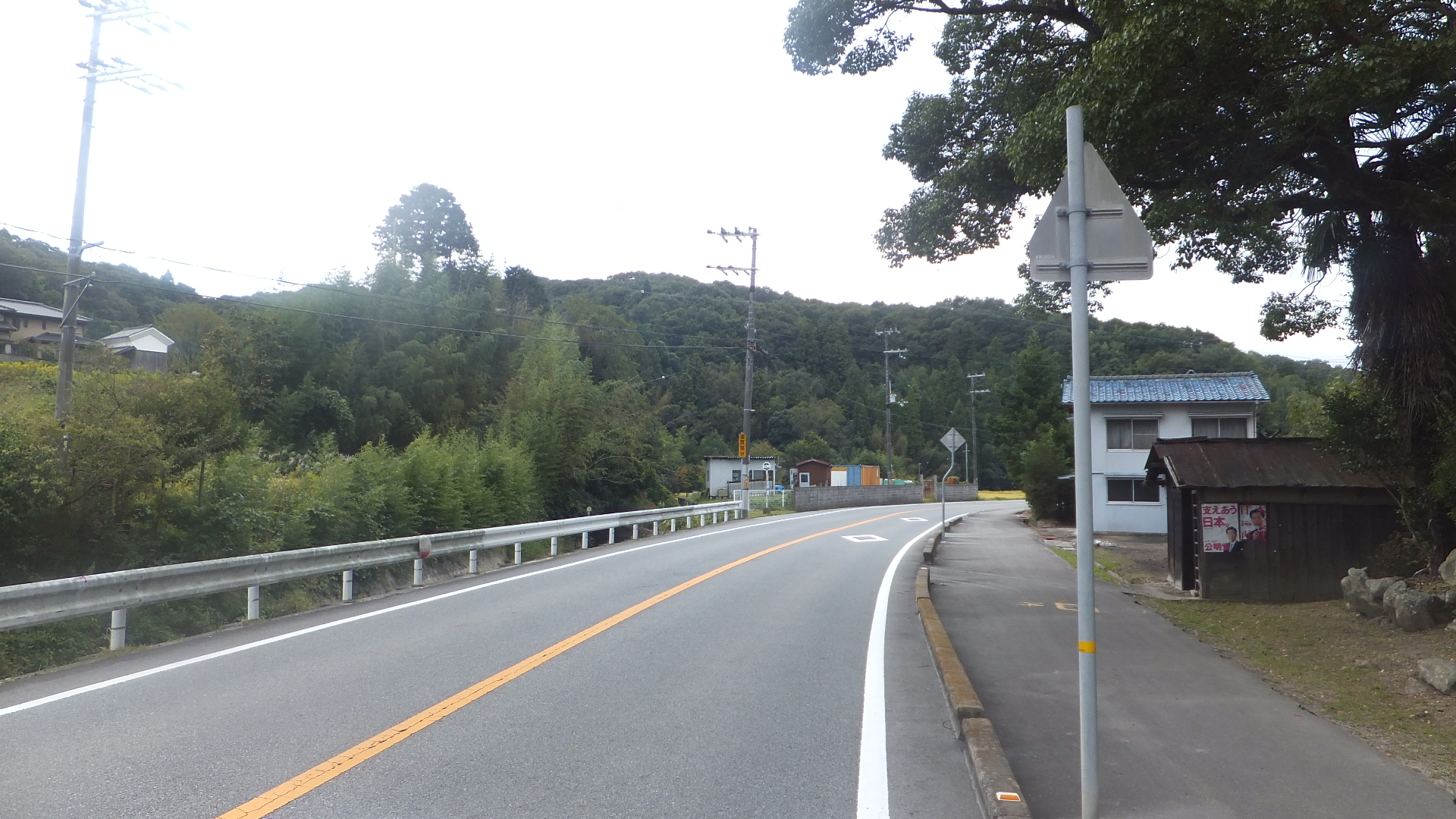
兵庫県道355号楠原三木線

- 兵庫県道85号神戸加東線
- 兵庫県道85号神戸加東線 槙山バイパス
- 兵庫県道355号楠原三木線